# Martina Carrillo
Martina Carrillo, född 1750, död efter 1778, var en politiskt aktivist i Ecuador. Hon var en slav som år 1778 ledde en delegation slavar till Quito där de lade fram sina krav på en bättre behandling till dåvarande myndigheter. Då de återbördades till sina ägare blev de hårt bestraffade. Martina Carrillo är ihågkommen som en frihetssymbol, och en myndighet i Ecuador har fått sitt namn efter henne. 